# Humbertiella tormeyi
Humbertiella tormeyi är en malvaväxtart som beskrevs av L.J. Dorr. Humbertiella tormeyi ingår i släktet Humbertiella och familjen malvaväxter. Inga underarter finns listade i Catalogue of Life.